# Kryzys (film 1946)
Kryzys (oryg. Kris) – szwedzki dramat filmowy z 1946 roku. Jest to debiut reżyserski Ingmara Bergmana.

## Fabuła
Film opowiada historię młodej dziewczyny wiodącej spokojne życie w małym miasteczku razem ze swoją przybraną matką. Zafascynowana perspektywą życia w dużym mieście wybiera się do Sztokholmu, aby żyć ze swoją prawdziwą matką. Tam odkrywa ciemną stronę człowieka i wielkiego miasta.